# Tata Fomotinho
Antonio Pinto de Oliveira, conhecido como Tata Fomotinho, Tata Fomutinho ou Tata Fumutinho (Salvador,? — Rio de Janeiro, 26 de junho de 1966) era um babalorixá do Candomblé.

## Iniciação
Foi numa visita ao humpame do Roça do Ventura, em Cachoeira, que Antonio foi tomado por seu vodum, bolou no santo de forma definitiva.
A queda de Antonio representou um problema para a Mãe de Santo da casa, Gaiaku Maria Angorense, já que, por tradição, jamais havia raspado (iniciado) um homem, postura que pretendia manter até o fim de sua vida. Mas ao consultar o Jogo de búzios, foi obrigada a render-se à vontade de Oxum que não abria mão de ser "feita" na cabeça de Antonio e, naquela casa. Assim, Antonio foi recolhido num barco composto de oito Iaôs, sendo ele o único representante do sexo masculino.
Depois de iniciado, Antonio participava como Pai-pequeno na casa de candomblé de Manuelzinho de Oxóssi, filho de Maria Neném. Como a casa era de Angola, Antonio passou a ser chamado pelos iaôs de "Tata" (pai) e assim ficou definitivamente conhecido como "Tata Fomotinho" (Oxundei).

## Ida para o Rio de Janeiro
Em 1930 Antonio chegou ao Rio de Janeiro no navio do Lloyd Brasileiro, acompanhado de seus amigos João Lessengue e Bananguami. Fundou o Kwe Ceja Nassó, no bairro de Santo Cristo, depois mudou-se para Madureira na Estrada do Portela, depois para São João de Meriti onde finalmente se estabeleceu na Rua Paraíba. A repressão ao candomblé era terrível mas Antonio, contava com a proteção de Paulo da Portela, fundador da tradicional Escola de Samba da Portela, que, de certa forma, mantinha a polícia distante da casa de candomblé.
Em 1935 que Tata Fomotinho, depois de haver plantado os fundamentos da casa, confirmou o primeiro ogã de Oxum, um jovem fuzileiro naval, Agostinho, mais tarde passou a ser pejigã Gebê. Em 16 de janeiro de 1936, auxiliado por seu ogã e por sua amiga Maria da Cruz, tirou o primeiro barco de iaôs, do qual faziam parte Olegário e Marcionílio. Pouco depois o axé foi transferido para a Estrada do Areal.

## A saúde
No dia 8 de junho de 1961, na esquina da rua Silva Gomes, em Cascadura, Tata Fomotinho foi atropelado por um lotação que trafegava em alta velocidade, sendo socorrido em estado grave no Hospital Carlos Chagas. A recuperação foi lenta e dolorosa, meses depois, reassumiu suas funções na casa de candomblé. Sua saúde, ficou muito abalada e, no dia 19 de fevereiro de 1962, Tata Fomotinho foi acometido de derrame cerebral quando se encontrava em São Paulo. Socorrido no Hospital das Clínicas de São Paulo depois, foi transferido para a casa de seu filho-de-santo Jamil de Omolu e daí para a residência de seu filho-de-santo Marcionílio no Rio de Janeiro. Mas foi em Nilópolis, na casa de seu filho-de-santo Djalma de Lalu, que Tata Fomotinho viveu seus últimos anos de vida, sob os cuidados de sua neta, Mirteia de Ogum. No dia 26 de junho de 1966 faleceu.